# ひかりホールディングス
株式会社ひかりホールディングス（英: Hikari Holdings Co., Ltd.）は、岐阜県多治見市笠原町に本社を置く、タイル・石材加工販売事業、建築建材事業、電気通信工事業、土木工事事業、総合改修工事事業を営む各連結子会社の経営指導等を行う純粋持株会社。

## 概要
2015年9月1日に、タイル・石材加工事業を営む株式会社ひかり工芸、株式会社ケイズクラフト、建材卸売事業を営んでいる株式会社ノベルストーンジャパン（現・セラミックワン ノベルストーン事業部）を子会社化し、純粋持株会社として設立。2018年5月16日、東京証券取引所TOKYO PRO Marketに株式を上場した。
設立後は、株式会社トライ（現・エムエイトアイ）、株式会社セラミックワン、スマート・ブリック株式会社、株式会社ミヤガワ東京（現・セラミックワン プロフォート事業部）、株式会社本田組（現・セラミックワン 改修工事事業部）、小林工業株式会社を買収するなど、M&A戦略で事業規模を拡大した。
一時期は最大11社の連結子会社があったが、2021年に各グループ会社のシナジーを最大限に引き出すため、大幅な組織再編及び人事を行った。2023年6月に輝龍株式会社を買収し、2024年8月現在は連結子会社7社となっている。

## 沿革
- 1969年（昭和44年）
  - 4月 - 倉地タイル商会として立ち上げ[6]。
- 1987年（昭和62年）- タイル接着加工部門を立ち上げ。
- 2001年（平成13年）
  - 9月 - 法人に改組。
- 2004年（平成16年）
  - 11月 - 株式会社ひかり工芸の二代目社長に倉地猛が就任。
- 2006年（平成18年）
  - 4月 - 株式会社ノベルストーンジャパンの株式を取得。
  - 6月 - 電気通信工事業を目的とし、株式会社ネットを設立。
- 2009年（平成21年）
  - 9月 - 株式会社ひかり工芸が第二工場を開設。
- 2011年（平成23年）
  - 1月 - 株式会社ケイズクラフトが法人登記。
- 2012年（平成24年）
  - 5月 - 株式会社ひかり工芸が第三工場を設立。
- 2015年（平成27年）
  - 9月 - グループ会社「ひかりHD」法人登記。初代代表には倉地猛が就任。
  - ひかり工芸が大型加工設備を導入。
- 2016年（平成28年）
  - 3月 - 株式会社トライを買収。
  - 11月 - 株式会社ストーンフリーの株式を取得。
- 2017年（平成29年）- 株式会社ノベルストーンジャパンが東京ショールームを開設。
- 2018年（平成30年）
  - 5月 - 東京証券取引所TOKYO PRO Marketに株式を上場。
- 2019年（平成31年/令和元年）
  - 2月 - タイル工事事業の株式会社セラミックワンの株式を取得。
  - 9月 - 輸入レンガの卸売、施工工事事業のスマート・ブリック株式会社の株式を取得。
- 2020年（令和2年）
  - 2月 - 建築写真撮影業の株式会社ミヤガワ東京の株式を取得。
  - 3月 - 株式会社ひかりホールディングス本社新社屋の完成。
  - 6月 - 株式会社ストーンフリーが株式会社CI'Sイノベーションズに商号変更。
  - 12月 - 株式会社ひかりホールディングスが東京都品川区に東京営業所を出店。
- 2021年（令和3年）
  - 2月 - 株式会社セラミックワンが、改修工事業の株式会社本田組の株式を取得。
  - 2月26日 - 株式会社トライが、土木工事業の小林工業株式会社の株式を取得[7]。
  - 9月 - 株式会社ひかり工芸が株式会社ケイズクラフトの全株式を取得。株式会社セラミックワンが、株式会社CFノベルストーン、スマート・ブリック株式会社、株式会社ミヤガワ東京、株式会社本田組を吸収合併。株式会社トライが株式会社ネットを吸収合併し、エムエイトアイ株式会社に商号変更。
- 2022年（令和4年）
  - 9月 - 株式会社ひかりホールディングスがエムエイトアイ株式会社より事業譲渡を受け、株式会社小林工業を持株化。
- 2023年（令和5年）
  - 6月 - 株式会社ひかりホールディングスが輝龍の株式を取得。
  - 9月 - 株式会社ひかりホールディングスの東京営業所をさいたま市南区へ移転し、関東支社へ変更。

## 主な事業
- タイル・石材加工販売事業
- 建築建材事業
  - 建築工事事業
  - 改修工事事業
  - タイル・輸入建材事業
  - プロフォート事業
- 電気通信工事事業
- 土木工事事業
- 総合改修工事事業

## 子会社
- 株式会社ひかり工芸
- 株式会社ケイズクラフト
- 株式会社セラミックワン
- エムエイトアイ株式会社
- 小林工業株式会社
- 輝龍株式会社
- 株式会社CI'Sイノベーションズ